# ドン・プラット
ドン・フォレスター・プラット（Don Forrester Pratt、 1892年6月12日 - 1944年6月6日）はアメリカ陸軍の軍人。最終階級は准将。第二次世界大戦では初期に歩兵師団の幕僚として過ごした後、1942年に第101空挺師団の副師団長に就任したが、ノルマンディー上陸作戦で搭乗していたグライダーが着陸した後の滑走時に立木へ激突、積んでいたジープに押しつぶされて死亡した。
ノルマンディー上陸作戦当時のアメリカ軍における、もう一つの空挺師団である第82空挺師団の副師団長は、10歳以上年下で、落下傘歩兵大隊長、落下傘歩兵連隊長を経て将官に昇進し、作戦後に37歳で空挺師団長に就任した後も空挺作戦ではパラシュート降下を続けて「ジャンピング・ジム（飛び降りジム）」、「ジャンピング・ジェネラル（飛び降り将軍）」と呼ばれた生粋の空挺部隊指揮官であるジェームズ・ギャビン准将(当時)であった。
なお、映画「史上最大の作戦」では、死亡したプラットを発見したアメリカ兵が「横着してジープなんか積まずに軽くしておけば、これほどひどいことにはならなかったろうに」と批判気味に言うシーンがある。また、映画「プライベート・ライアン」ではプラットをモデルとしたアメンド准将を守ろうとした兵士の誰かが、搭乗していたグライダーに鉄板を張り付けていた結果、重すぎて滑空できずに不時着し、准将と空挺師団の兵士22名が死亡したということが登場人物の口から語られる。